# Pseudopanax
Genre
Classification phylogénétique
Pseudopanax est un genre de plantes à fleurs de la famille des Araliaceae dont les espèces sont, pour la plupart, endémiques de Nouvelle-Zélande. Ce sont des arbustes qui ont la particularité d'avoir une forme juvénile et une forme adulte distinctes.

## Liste des espèces
Selon World Checklist of Selected Plant Families (WCSP) (16 octobre 2016) :
- Pseudopanax chathamicus Kirk, 1899
- Pseudopanax crassifolius (Sol. ex A.Cunn.) K.Koch, Wochenschr, 1859
- Pseudopanax discolor (Kirk) Harms in H.G.A.Engler & K.A.E.Prantl, 1894
- Pseudopanax ferox Kirk, 1889
- Pseudopanax gilliesii Kirk, 1899
- Pseudopanax lessonii (DC.) K.Koch, 1859
- Pseudopanax linearis (Hook.f.) K.Koch, 1859

Selon [Qui ?]
- Pseudopanax arboreus
- Pseudopanax chathamicus
- Pseudopanax colensoi
- Pseudopanax crassifolius
- Pseudopanax davidii
- Pseudopanax discolor
- Pseudopanax ferox
- Pseudopanax gilliesii
- Pseudopanax gunnii
- Pseudopanax laetevirens
- Pseudopanax laetus
- Pseudopanax lessonii
- Pseudopanax linearis
- Pseudopanax simplex
- Pseudopanax valdiviensis

## liens externes
- (en) World Checklist of Selected Plant Families (WCSP) : Pseudopanax
- (fr + en) ITIS : Pseudopanax K. Koch